# Liste der Baudenkmäler in Furth (Niederbayern)
Auf dieser Seite sind die Baudenkmäler in der niederbayerischen Gemeinde Furth zusammengestellt. Diese Tabelle ist eine Teilliste der Liste der Baudenkmäler in Bayern. Grundlage ist die Bayerische Denkmalliste, die auf Basis des Bayerischen Denkmalschutzgesetzes vom 1. Oktober 1973 erstmals erstellt wurde und seither durch das Bayerische Landesamt für Denkmalpflege geführt wird. Die folgenden Angaben ersetzen nicht die rechtsverbindliche Auskunft der Denkmalschutzbehörde.

## Baudenkmäler nach Ortsteilen

### Furth
| Lage                            | Objekt                           | Beschreibung | Akten-Nr.             | Bild           |
| ------------------------------- | -------------------------------- | --- | --------------------- | -------------- |
| Landshuter Straße 14 (Standort) | Katholische Kirche St. Sebastian | Saalkirche mit eingezogenem Chor, nördlich Chorflankenturm, viergeschossig, durch Spitzbogenblenden gegliedert, mit Spitzhelm, spätgotische Anlage des 15. Jahrhunderts, barockisiert 1741; mit Ausstattung. | D-2-74-132-1 Wikidata | weitere Bilder |
| Neuhauser Straße 2 (Standort)   | Ehemaliges Schloss               | dreigeschossiger Walmdachbau, 18. Jahrhundert, im Kern mittelalterlich. | D-2-74-132-2 Wikidata | weitere Bilder |

### Arth
| Lage                      | Objekt                                 | Beschreibung | Akten-Nr.             | Bild           |
| ------------------------- | -------------------------------------- | --- | --------------------- | -------------- |
| Am Kirchberg 4 (Standort) | Katholische Filialkirche St. Katharina | Saalkirche, Barockneubau anstelle einer Vorgängerkirche, mit Putzgliederung, dem Chor vorgesetzter Ostturm mit Achteckaufsatz und schindelgedeckter Zwiebelkuppel, 1709/10 von dem Pfeffenhausener Maurermeister Hanns Widtmann; mit Ausstattung. | D-2-74-132-3 Wikidata | weitere Bilder |

### Geberskirchen
| Lage                  | Objekt                          | Beschreibung | Akten-Nr.             | Bild           |
| --------------------- | ------------------------------- | --- | --------------------- | -------------- |
| Haus Nr. 7 (Standort) | Katholische Kirche St. Nikolaus | Saalkirche, Chor spätgotisch, um 1500, Langhaus 18. Jahrhundert, westlich Dachreiter, mit Lisenengliederung und Dachfries am Chor; mit Ausstattung. | D-2-74-132-5 Wikidata | weitere Bilder |

### Punzenhofen
| Lage                        | Objekt                                  | Beschreibung | Akten-Nr.             | Bild           |
| --------------------------- | --------------------------------------- | --- | --------------------- | -------------- |
| Nähe Punzenhofen (Standort) | Katholische Kirche St. Johannes Nepomuk | schlichter Saalbau mit Pilastergliederung, westlich Dachreiter mit Satteldach, darunter Figurennische mit Heiligenfigur, barock, 1697; mit Ausstattung. | D-2-74-132-7 Wikidata | weitere Bilder |

### Rannertshofen
| Lage                            | Objekt        | Beschreibung                                                                           | Akten-Nr.             | Bild           |
| ------------------------------- | ------------- | -------------------------------------------------------------------------------------- | --------------------- | -------------- |
| Gegenüber Haus Nr. 1 (Standort) | Madonnenfigur | bemaltes Holz, barocke Ausstattung der modernen Wegkapelle (Neubau von 1957 und 1977). | D-2-74-132-8 Wikidata | weitere Bilder |

### Schatzhofen
| Lage                   | Objekt                  | Beschreibung | Akten-Nr.              | Bild                |
| ---------------------- | ----------------------- | --- | ---------------------- | ------------------- |
| Haus Nr. 14 (Standort) | Pfarrkirche St. Michael | Saalkirche mit Chorturm, Chor romanisch, 12. Jahrhundert, Langhaus 1687/88 von Victor Thoni, mit Lisenen- und Putzgliederung, Turm über Apsis mit achtseitigem Oberbau und Spitzhelm; mit Ausstattung. | D-2-74-132-9 Wikidata  | weitere Bilder      |
| Haus Nr. 17 (Standort) | Ehemaliger Pfarrhof     | zweigeschossiger Walmdachbau mit klassizisierender Fassadengliederung, 1830/31. | D-2-74-132-10 Wikidata | Ehemaliger Pfarrhof |

### Schlucking
| Lage                        | Objekt     | Beschreibung                                                                                    | Akten-Nr.              | Bild       |
| --------------------------- | ---------- | ----------------------------------------------------------------------------------------------- | ---------------------- | ---------- |
| Haus Nr. 4a, 4b (Standort)  | Bauernhaus | eingeschossiges Gebäude mit Krüppelwalmdach, in Blockbauweise, 17. Jahrhundert.                 | D-2-74-132-11 Wikidata | Bauernhaus |
| Neuhauser Straße (Standort) | Wegkapelle | kleiner massiver Satteldachbau mit Treppengiebel, neugotisch, 19. Jahrhundert; mit Ausstattung. | D-2-74-132-12 Wikidata | Wegkapelle |

## Abgegangene Baudenkmäler
In diesem Abschnitt sind Objekte aufgeführt, die früher einmal in der Denkmalliste eingetragen waren, jetzt aber nicht mehr existieren, z. B. weil sie abgebrochen wurden. Aktennummern in diesem Abschnitt sind ehemalige, jetzt nicht mehr gültige Aktennummern.

| Lage                                           | Objekt                           | Beschreibung                                                                            | Akten-Nr.             | Bild                             |
| ---------------------------------------------- | -------------------------------- | --------------------------------------------------------------------------------------- | --------------------- | -------------------------------- |
| Frohnberg Haus Nr. 2 (Standort)                | Wohnstallhaus eines Hakenhofs    | eineinhalbgeschossiger Blockbau mit Giebelschrot, 18. Jahrhundert; östlichstes Anwesen. | D-2-74-132-4 Wikidata | Wohnstallhaus eines Hakenhofs    |
| Linden zwischen Haus Nrn. 2 b und 3 (Standort) | Wohnstallhaus eines Dreiseithofs | Blockbau mit Trauf- und Giebelschrot, 17./18. Jahrhundert.                              | D-2-74-132-6 Wikidata | Wohnstallhaus eines Dreiseithofs |